# Julius Čoček
Julius Čoček (20. února 1902 Jezernice – 7. září 1941 Praha) byl československý důstojník a jezdec. V roce 1936 se účastnil XI. letních olympijských her v Berlíně.

## Životopis
Po absolvování Zemské vyšší reálky v Lipníku nad Bečvou v roce 1921 studoval na Vojenské akademii v Hranicích, a v roce 1923 nastoupil službu u jezdeckého pluku v Nových Zámcích v hodnosti poručíka jezdectva. O pět let později byl pak povýšen na nadporučíka a v roce 1931 získal kapitánskou hodnost. Od roku 1936 působil jako instruktor v armádním jezdeckém učilišti v Pardubicích.
Čoček se během 30. let 20. století stal známým jezdcem; úzký vztah ke koním získal již v mládí v rodném domě. Od roku 1932 startoval v mnoha evropských závodech. Účastnil se především skokových soutěží, v letech 1931, 1933 a 1934 se umístil v čele československých skokových jezdců a v roce 1935 a 1937 zvítězil v Československém skokovém derby. Roku 1933 se zúčastnil s koňmi Fakir a Chostra zájezdu československých jezdců na severoamerickém turné v Chicagu, Torontu a New Yorku, kde zvítězil v jednom ze závodů. V letech 1933 až 1935 byl vyhodnocen jako nejúspěšnější jezdec v Československu, reprezentoval zemi na velkých závodech ve Vídni, Berlíně, Cáchách a ve Francii, kde v roce 1936 zvítězil s koněm Ježovkou na mezinárodní soutěži v obtížných skocích. O rok později v Chicagu získal I. a III. cenu s koněm Reine. V dostizích zaznamenal vítězství při Důstojnické steeplechase na pardubickém závodišti v roce 1929 a o šest let později se tamtéž umístil na třetím místě.
Jako jeden z 15 československých jezdců se zúčastnil olympijských her v Berlíně, kde v parkuru startoval v soutěži jednotlivců a týmů.
V době podepsání Mnichovské dohody byl (tehdy již štábní kapitán) Čoček velitelem eskadrony u 5. dragounského pluku ve Staré Boleslavi. Po německé okupaci a zrušení Československé armády se stal příslušníkem protektorátního vládního vojska a dosáhl zde na hodnost hejtmana I. třídy.
Dne 7. září 1941 nastoupil na klisně Aida na steeplechase ve Velké Chuchli, kde patřil k favoritům dostihu. Na první překážce ale kůň spadl a zlomil si vaz; Čoček měl na sobě speciální vestu s olověnými destičkami (kvůli dodržení váhového limitu), která mu ale při pádu způsobila zranění, kterému při převozu do pražské Všeobecné nemocnice podlehl. Pohřben byl za vojenských poct 12. září 1941 v Jezernici za účasti čestné roty z Lipníka nad Bečvou, delegace dostihových a jezdeckých spolků a velitele vládního vojska generála Emingera.